# Peromyia katieae
Peromyia katieae är en tvåvingeart som beskrevs av Jaschhof 2004. Peromyia katieae ingår i släktet Peromyia och familjen gallmyggor. Inga underarter finns listade i Catalogue of Life.